# Dan (društvo)
Dan, je bilo slovensko katoliško društvo v Pragi.
Društvo je ustanovilo 11 katoliških študentov 15. maja 1910. Politična diferenciacija, ki je zajela slovenski narod v začetku 19. stoletja, je vplivala tudi na slovenske študente, ki so študirali na univerzah na Dunaju, Gradcu in Pragi. Poleg dotedanjih pretežno liberalnih študentskih društev so nastala še radikalna in katoliška. Društvo Dan se je zavzemalo za slovenske narodne pravice  in za slovensko univerzo v Trstu.